# Phan Đinh Tùng
Phan Thy Phương Tùng (sinh ngày 26 tháng 12 năm 1976), thường được biết đến với nghệ danh Phan Đinh Tùng, là một nam ca sĩ, nhạc sĩ, nhà sản xuất âm nhạc  người Việt Nam. Anh là cựu thành viên của nhóm nhạc MTV.

## Sự nghiệp

### Thành viên của MTV
Sau khi tốt nghiệp Nhạc viện Thành phố Hồ Chí Minh, năm 2000, Phan Thi Phương Tùng gia nhập nhóm MTV – với nghệ danh Trung Tùng – thay cho trưởng nhóm Thành Nguyễn, vì không cùng dòng nhạc nên thời gian đầu anh được các thành viên hướng dẫn. Năm 2001, nhóm MTV đạt đến đỉnh cao sự nghiệp với một số hit như "Áo xanh", "Sóng tình". Trong giai đoạn này nhóm nhận được nhiều lời biểu diễn, trong một buổi diễn Tùng bị ngã từ tầng 3 xuống đất và ảnh hưởng đến trí nhớ, anh cho biết mình gặp khó khăn khi nhớ về khoảng thời gian này. Khi các thành viên cảm thấy dấu hiệu nhóm xuống dốc, họ đã cùng bàn kế hoạch tách nhóm để theo đuổi sự nghiệp riêng của mỗi người. Năm 2003, dù các thành viên khác đã đổi ý muốn duy trì nhóm nhưng Tùng vẫn quyết theo đuổi kế hoạch solo với nghệ danh mới là Phan Đinh Tùng.

### Sự nghiệp cá nhân
Trước khi gia nhập MTV, Phan Đinh Tùng đã bắt đầu sáng tác nhạc. Để có kinh phí thực hiện album riêng đầu tay, Tùng đã mượn giấy tờ đất của bố mẹ vay được 80 triệu đồng để đầu tư vào album. Cuối năm 2003, album vol.1 Phan Đinh Tùng – Những sáng tác đầu tay gồm các ca khúc Tùng tự sáng tác và yêu thích, thực hiện cùng Nguyễn Quang Dũng được phát hành nhưng không thành công, Tùng sau đấy phải bận rộn chạy show để trả nợ. Anh tham khảo các ca khúc của đồng nghiệp trên thị trường để biết thị hiếu khán giả, trong thời gian này, anh sáng tác ca khúc Bởi vì anh yêu em, đây cũng là ca khúc chủ đề của album vol.2 Khát khao trở về. Sau album vol.2 khá thành công, năm 2004, Tùng sáng tác và cho ra mắt ca khúc "Khúc hát mừng sinh nhật", trong những năm tiếp theo ca khúc ngày càng trở nên phổ biến. Anh phát hành album vol.3 Đánh thức trái tim vào năm 2005, tính đến thời điểm này anh đã phát hành được 11 ca khúc tự mình sáng tác. Năm 2006, Tùng phát hành album Phan Đình Tùng hay Phan Đinh Tùng dù tựa đề gốc của album được đăng ký với tên gọi Phan Đinh Tùng vol.4. Tựa đề mới được chọn để khẳng định nghệ danh của anh sau thời gian dài bị báo chí nhầm lẫn. Vol.4 đánh dấu phong cách mới trong âm nhạc của anh, các ca khúc theo hướng nhẹ nhàng, ướt át được đem ra so sánh với phong cách của Duy Mạnh.
Tùng mắc một chứng bệnh khiến tóc rụng rất nhiều buộc anh phải cạo đầu trọc, ban đầu dư luận hiểu nhầm và cho rằng anh thích chơi nổi, so sánh anh với những thành phần "bất hảo". Với đặc điểm đầu trọc khiến Phan Đinh Tùng và Vũ Ngọc Đãng thường xuyên bị khán giả nhận nhầm. Khi quy chế biểu diễn của Bộ Văn hóa Thông tin ban hành, có 3 ca sĩ trở thành đề tài của báo gồm Phan Đinh Tùng, Nguyễn Đạt và Đàm Vĩnh Hưng. Để không vi phạm quy chế, Tùng bắt đầu đội khăn khi biểu diễn trực tiếp hay xuất hiện trong các video, điều này tạo cho anh một hình tượng riêng biệt.
Năm 2009, Tùng phát hành album vol.6 Hạt nhân do Viết Tân Studio và công ty Magic Talent Entertainment do anh làm giám đốc hợp tác sản xuất. Album gồm các ca khúc do anh sáng tác sau đó đã chiến thắng hạng mục Album được khán giả yêu thích nhất trong chương trình tháng 11 của Album vàng 2009. Ca khúc "Khúc hát mừng sinh nhật" lúc này đã trở thành một bài hát "quốc dân" cũng được anh làm lại bối cảnh và phát hành trong album này.
Với 5 album đầu tiên, Tùng đã có 2 album được xem là thất bại. Năm 2008, anh dự định phát hành 12 album với những phong cách và thể loại khác nhau, khởi đầu với album Tùng teen phát hành vào tháng 1. Tháng 12 năm 2008, Tùng ra mắt một lúc 4 album. Vì một số nhạc sĩ hủy hợp đồng và trả lại tiền cọc nên Tùng chỉ phát hành được 7 album, dù không theo đúng kế hoạch nhưng anh cũng đã tạo được một kỷ lục hiếm có. Một số ca khúc trong các album này tạo được dấu ấn như "Chiếc khăn gió ấm", "Cào cào lá tre", "Ngồi bên em". Năm 2010, Phan Đinh Tùng phát hành album vol.7 Ngôi sao lẻ loi, ngay sau đó giành giải Album được khán giả yêu thích số tháng 9 của Album Vàng 2010 còn anh lọt top 10 ca sĩ được yêu thích nhất của Làn Sóng Xanh; ca khúc chủ đề "Ngôi sao lẻ loi" cũng lọt vào Top 10 Ca khúc của năm do khán giả của Zing Music Awards bình chọn.
Năm 2011, Tùng phát hành album Thánh ca đầu tay với tựa đề Về với Ngài, năm 2016 ra album thứ hai Thập giá. Cuối năm 2011, Tùng ra album Níu kéo hay buông tay song ca cùng Thái Ngọc Bích, trong buổi ra mắt hai người cũng chính thức đính hôn. Năm 2012, Tùng là huấn luyện viên đội thành phố Hồ Chí Minh trong chương trình Hợp ca tranh tài, dù không ổn định về kỹ năng nhưng đội của anh lại bất ngờ giành chiến thắng chung cuộc.
Sau khi kết hôn, Tùng không còn sáng tác các ca khúc buồn bã mà tập trung sáng tác các ca khúc thiếu nhi. Năm 2013 anh giành giải bạc chương trình truyền hình Cặp đôi hoàn hảo cùng Cát Phượng. Năm 2014, Tùng là nhân vật chính trong chương trình âm nhạc Dấu Ấn.
Năm 2017, Phan Đinh Tùng phát hành album Cảm xúc, album gồm 8 ca khúc do ca sĩ trẻ Châu Đăng Khoa và Hùng Nguyễn viết riêng cho anh. Trong năm này, trung tâm spa do vợ chồng anh thành lập bị phá sản, Tùng cũng mắc chứng thoát vị đĩa đệm do luyện tập thể thao quá sức, sau những vấn đề Tùng quyết định nghỉ ngơi một thời gian. Năm 2021, Tùng lập kênh Youtube chính thức và đăng tải các video hát bolero được người hâm mộ hưởng ứng tích cực. Tùng chuyển sang dòng nhạc này với album Xót xa.
Bên cạnh đó, anh còn thành lập Hi-N Entertainment, công ty chuyên về lĩnh vực đào tạo tài năng âm nhạc và tổ chức sự kiện. Năm 2022, anh công bố dự án Hi-n kids gồm chuỗi ca khúc cho thiếu nhi.

## Đời tư
Trong thời gian đầu sự nghiệp hát đơn, Tùng có một cuộc tình bí mật với ca sĩ Uyên Trang – lúc này đang là học viên Nhạc viện Thành phố Hồ Chí Minh, hai người quyết định chia tay để phát triển sự nghiệp. Khi ra mắt album vol.7 Ngôi sao lẻ loi, Phan Đinh Tùng đã ngẫu hứng tiết lộ cuộc tình này là một phần cảm hứng cho một số ca khúc anh tự sáng tác trong album vol.6 Hạt nhân.
Năm 2012, Phan Đinh Tùng kết hôn với diễn viên, ca sĩ từng là học trò của anh là Thái Ngọc Bích trước đó hai người từng làm việc chung trong album DVD Kiếp Dã tràng. Bố vợ anh, Thái Thanh Hải, cũng từng là một ca sĩ. Hai người có một con gái, Châu Ngọc sinh năm 2012 và một con trai, Trí Đức sinh năm 2021.

## Giải thưởng

### Giải thưởng cá nhân
| Năm  | Giải thưởng        | Hạng mục             | Kết quả   | Chú thích |
| ---- | ------------------ | -------------------- | --------- | --------- |
| 2004 | Làn Sóng Xanh 2004 | Ca sĩ triển vọng     | Đề cử     | [ 51 ]    |
| 2010 | Làn Sóng Xanh 2010 | Ca sĩ được yêu thích | Đoạt giải | [ 30 ]    |

### Giải thưởng cho tác phẩm
| Năm  | Giải thưởng            | Hạng mục                               | Album             | Kết quả   | Chú thích |
| ---- | ---------------------- | -------------------------------------- | ----------------- | --------- | --------- |
| 2009 | Album Vàng - lần thứ 3 | Album được khán giả yêu thích tháng 11 | Hạt nhân          | Đoạt giải | [ 21 ]    |
| 2010 | Album Vàng - lần thứ 4 | Album được khán giả yêu thích tháng 9  | Ngôi sao lẻ loi   | Đoạt giải | [ 28 ]    |
| 2011 | Zing Music Awards      | Ca khúc của năm (top 10)               | "Ngôi sao lẻ loi" | Đoạt giải | [ 31 ]    |

## Danh sách đĩa nhạc

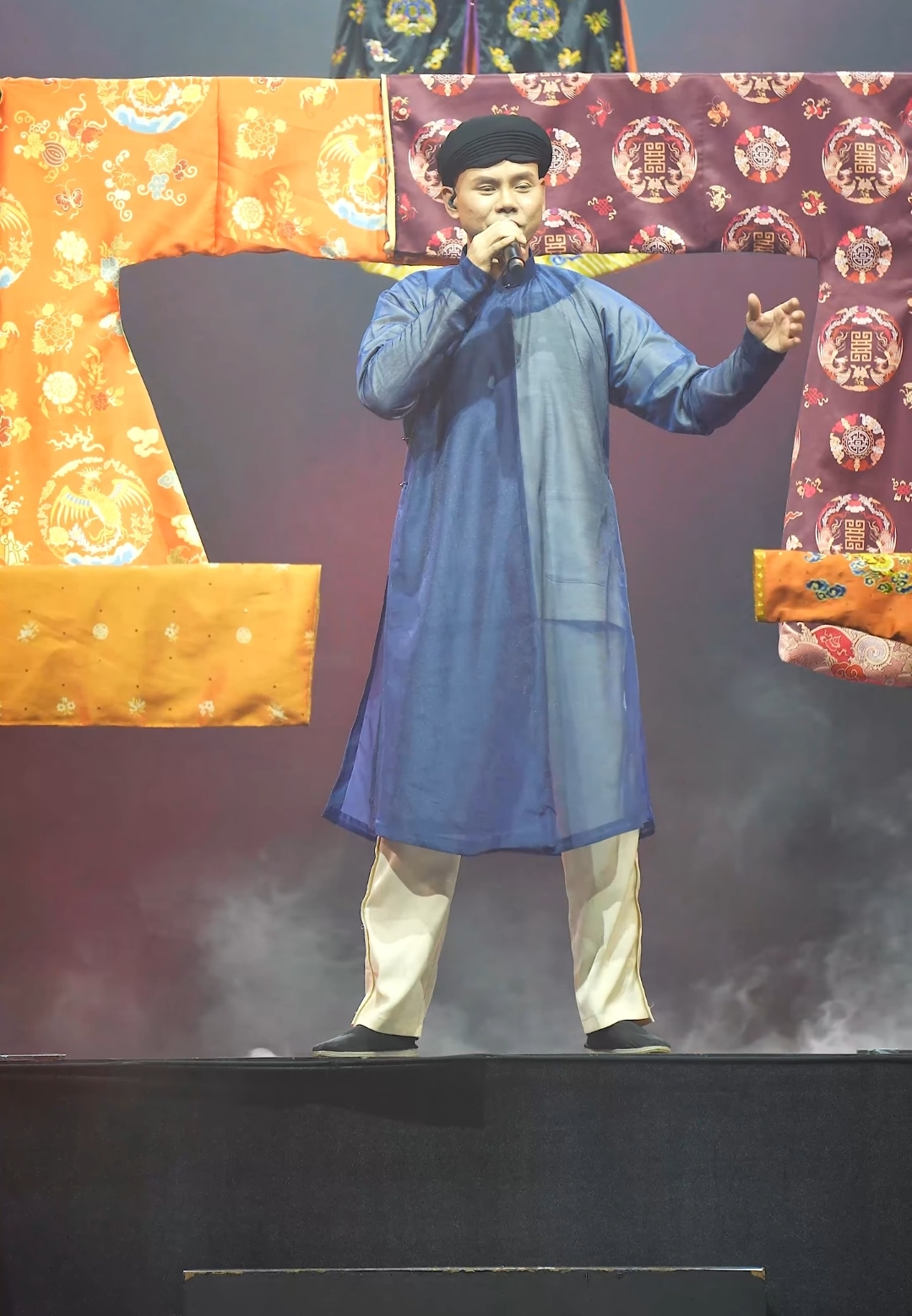
Phan Đinh Tùng trong chương trình Anh trai vượt ngàn chông gai.

### Album
| Năm  | Tựa đề                                  | Hình thức                  | Chú thích |
| ---- | --------------------------------------- | -------------------------- | --------- |
| 2003 | Phan Đinh Tùng – Những sáng tác đầu tay | Vol.1                      |           |
| 2004 | Khát khao trở về                        | Vol.2 - CD kèm VCD 6 video | [ 12 ]    |
| 2005 | Đánh thức trái tim                      | Vol.3                      | [ 14 ]    |
| 2006 | Phan Đình Tùng hay Phan Đinh Tùng       | Vol.4                      | [ 15 ]    |
| 2007 | Vườn hoa sao rơi                        | Vol.5                      | [ 52 ]    |
| 2008 | Tùng teen                               |                            |           |
| 2008 | Tùng Trịnh                              |                            |           |
| 2008 | Tùng Ballad                             |                            |           |
| 2008 | Tùng teen 2                             |                            | [ 24 ]    |
| 2008 | Tùng Chung                              |                            | [ 24 ]    |
| 2008 | Tùng Thuận                              |                            | [ 24 ]    |
| 2008 | Tùng Phong                              |                            | [ 24 ]    |
| 2009 | Anh vẫn còn yêu em                      |                            | [ 20 ]    |
| 2009 | Hạt nhân                                | Vol.6 - kèm DVD (4 video)  | [ 20 ]    |
| 2010 | Ngôi sao lẻ loi                         | Vol.7                      |           |
| 2010 | Kiếp dã tràng                           | DVD Karaoke                | [ 53 ]    |
| 2011 | Bất chợt một tình yêu                   |                            | [ 54 ]    |
| 2011 | Về với Ngài                             |                            | [ 32 ]    |
| 2011 | Níu kéo hay buông tay                   |                            | [ 33 ]    |
| 2014 | Tình khúc vượt thời gian                |                            | [ 55 ]    |
| 2015 | Riêng một góc trời                      |                            | [ 56 ]    |
| 2016 | Thập giá                                |                            | [ 32 ]    |
| 2017 | Cảm xúc                                 |                            | [ 38 ]    |
| 2021 | Xót xa                                  |                            | [ 57 ]    |
| 2025 | Ru khẽ "nổi" đau                        | EP                         |           |

### MV
| Năm  | MV                                   | Sáng tác                                     | Chú thích                                    |
| ---- | ------------------------------------ | -------------------------------------------- | -------------------------------------------- |
| 2004 | Khúc hát mừng sinh nhật              | Phan Đinh Tùng                               |                                              |
| 2006 | Lỗi lầm                              | Minh Khang                                   | thể hiện với Kiwi Ngô Mai Trang              |
| 2009 | Hãy quay về                          | Phan Đinh Tùng                               |                                              |
| 2009 | Tình yêu tuyệt vời                   | Phan Đinh Tùng                               |                                              |
| 2009 | Bình minh sẽ mang em về              | Phan Đinh Tùng                               |                                              |
| 2010 | Ngôi sao lẻ loi                      | Lê Huy                                       |                                              |
| 2010 | Ngàn lần khắc tên em                 | Nguyễn Hồng Thuận                            |                                              |
| 2010 | Kiếp dã tràng                        | Nguyễn Hồng Thuận                            |                                              |
| 2011 | Anh vẫn yêu như vậy                  | Bảo Dũng                                     |                                              |
| 2011 | Nghìn trùng xa cách                  | Khánh Đơn                                    |                                              |
| 2011 | Bất chợt một tình yêu                | Phan Đinh Tùng                               |                                              |
| 2011 | Không thể quên em                    | Khắc Việt                                    |                                              |
| 2011 | Trái đắng ngọt trên môi              | Hồ Duy Minh                                  |                                              |
| 2011 | Níu kéo hay buông tay                | Nguyễn Hồng Thuận                            |                                              |
| 2011 | SOS kẹt xe                           | Nguyễn Hồng Thuận                            |                                              |
| 2011 | Nhật ký nhỏ                          | Nguyễn Hồng Thuận                            |                                              |
| 2011 | Giấc mộng vàng                       | Nguyễn Hồng Thuận                            |                                              |
| 2012 | Định mệnh anh và em                  | Nguyễn Hồng Thuận                            |                                              |
| 2012 | Làm gì để quay trở lại               | Phan Mạnh Quỳnh                              |                                              |
| 2012 | Có khi ta đã yêu                     | Nguyễn Hoàng Duy                             |                                              |
| 2012 | Mất đi một phương trời               | Lê Chí Trung                                 |                                              |
| 2013 | Nỗi đau nào cũng qua                 | Nguyễn Văn Chung                             |                                              |
| 2014 | Quá muộn để quay trở lại             | Nguyễn Hồng Thuận                            | [ 58 ]                                       |
| 2014 | Thằng khờ                            | Tuấn Phan                                    |                                              |
| 2014 | Con bướm xuân                        | Nhạc: Dật Danh & Lời Việt: Như Mai           |                                              |
| 2015 | Có bao nhiêu mgười trên đời          | Châu Đăng Khoa                               |                                              |
| 2016 | Vì ta không hiểu nhau                | Lý Tuấn Kiệt                                 | [ 59 ]                                       |
| 2016 | Điều tôi có thể                      | Lê Đức Hùng                                  | [ 60 ]                                       |
| 2016 | Em là lý do anh tồn tại              | Châu Đăng Khoa & Hùng Nguyễn                 |                                              |
| 2020 | Chúc mừng Giáng sinh (Feliz Navidad) | José Feliciano & Lời Việt: Nguyễn Ngọc Thiện | biểu diễn ở "Quà tặng sinh nhật 2020"        |
| 2021 | Hoa nở về đêm                        | Mạnh Phát                                    | [ 57 ]                                       |
| 2021 | Sài Gòn buồn                         | Nhạc: Đoàn Lâm-Thơ: Đỗ Vẫn Trọn              |                                              |
| 2021 | Cô Vy, em đi đi                      | Phan Đinh Tùng                               | thể hiện với bé Noel và rapper Rush          |
| 2022 | Hàng triệu con tim                   | Võ Đình Bảo Anh                              | [ 61 ]                                       |
| 2023 | Ai lên máy bay không                 | Phan Đinh Tùng                               | thể hiện với bé Noel và ca sĩ Thái Ngọc Bích |
| 2024 | Thương em                            | Hùng Quân                                    |                                              |

### Liveshow
| Năm  | Show                  | Chú thích  |        |
| ---- | --------------------- | ---------- | ------ |
| 2009 | Hòa nhịp bạn trẻ      |            |        |
| 2014 | Dấu ấn                | Show riêng | [ 37 ] |
| 2021 | Câu chuyện giáng sinh | Show riêng |        |
| 2021 | Xót xa                | Show riêng | [ 40 ] |

### Sáng tác
| - 2003 - Hãy hát lên các bạn ơi - Phiên khúc thứ nhất - Sẽ mãi yêu em - Sẽ yêu hơn ngày xưa - Thuyền xa bến đợi - Tôi vẫn tin có tình yêu - Vì một thế giới ngày mai - 2004 - Tìm về với mẹ - Bởi vì anh yêu em - Anh muốn quay về - Lữ khách bình an - Linh mục sứ giả tin mừng - Khúc hát mừng sinh nhật - 2005 - Ngàn năm thương nhớ - 2006 - Vì em dối gian - Hãy nhìn về tương lai - Anh vẫn còn yêu em - Ngàn đời anh vẫn yêu em | - 2008 - Trang lưu bút ngọt ngào - Bé Bình khóc nhè - Tôi đã biết - 2009 - Hãy quay về - Tình yêu tuyệt vời - Bình minh sẽ mang em về - Lời dạy của cha - Hãy cứ là em - Nhớ về em - Nhớ ơn mẹ - Hãy chờ anh - Tình khúc cầu hôn - Hát cho tình yêu - Lối đi riêng anh - Because I love you - 2010 - Mãi mãi trong lòng anh - 2011 - Bất chợt một tình yêu - Mong em bình yên - Về với Ngài | - 2014 - Sống cho yêu thương - 2015 - Như muôn đóa hồng - 2016 - Cánh hoa tuyệt vời - Khi Thái Sơn ngả bóng cuối trời - Kinh mân côi mùa thương - Lạy Mẹ mến yêu - Mùa hoa về rồi - Ngày không còn mẹ - Mùa thương 4 - Mùa mừng 5 - Mùa sáng 2 - Chúa xót thương - Từ tấm bánh ấy - 2021 - Cô Vy, em đi đi - 2022 - Cha ơi cha ở đâu - 2023 - Ai lên máy bay không |